# Żeliszew Duży
Żeliszew Duży – wieś w Polsce położona w województwie mazowieckim, w powiecie siedleckim, w gminie Kotuń. Ma stastus sołectwa.
| SIMC    | Nazwa | Rodzaj    |
| ------- | ----- | --------- |
| 0676921 | Ściek | część wsi |

Do 1954 roku istniała gmina Żeliszew. W latach 1975–1998 miejscowość administracyjnie należała do województwa siedleckiego.
Na terenie wsi znajduje się parafialny mariawicki kościół pw. Wniebowzięcia Najświętszej Maryi Panny.
W miejscowości działa założona w 1909 roku jednostka ochotniczej straży pożarnej. W 2018 roku straż otrzymała średni samochód ratowniczo-gaśniczy GBA 3,5/27/4,7 Iveco EuroCargo.
W miejscowości swoją siedzibę ma klub piłkarski Jastrząb Żeliszew.